# Monte (Funchal)
Monte is een freguesia van Funchal, de hoofdstad van Madeira. Deze plaats heeft zo'n 8.000 inwoners. Monte ligt zo'n 600 tot 800 meter boven zeeniveau. De naam is afgeleid van het Portugese woord voor berg.

## Bezienswaardigheden

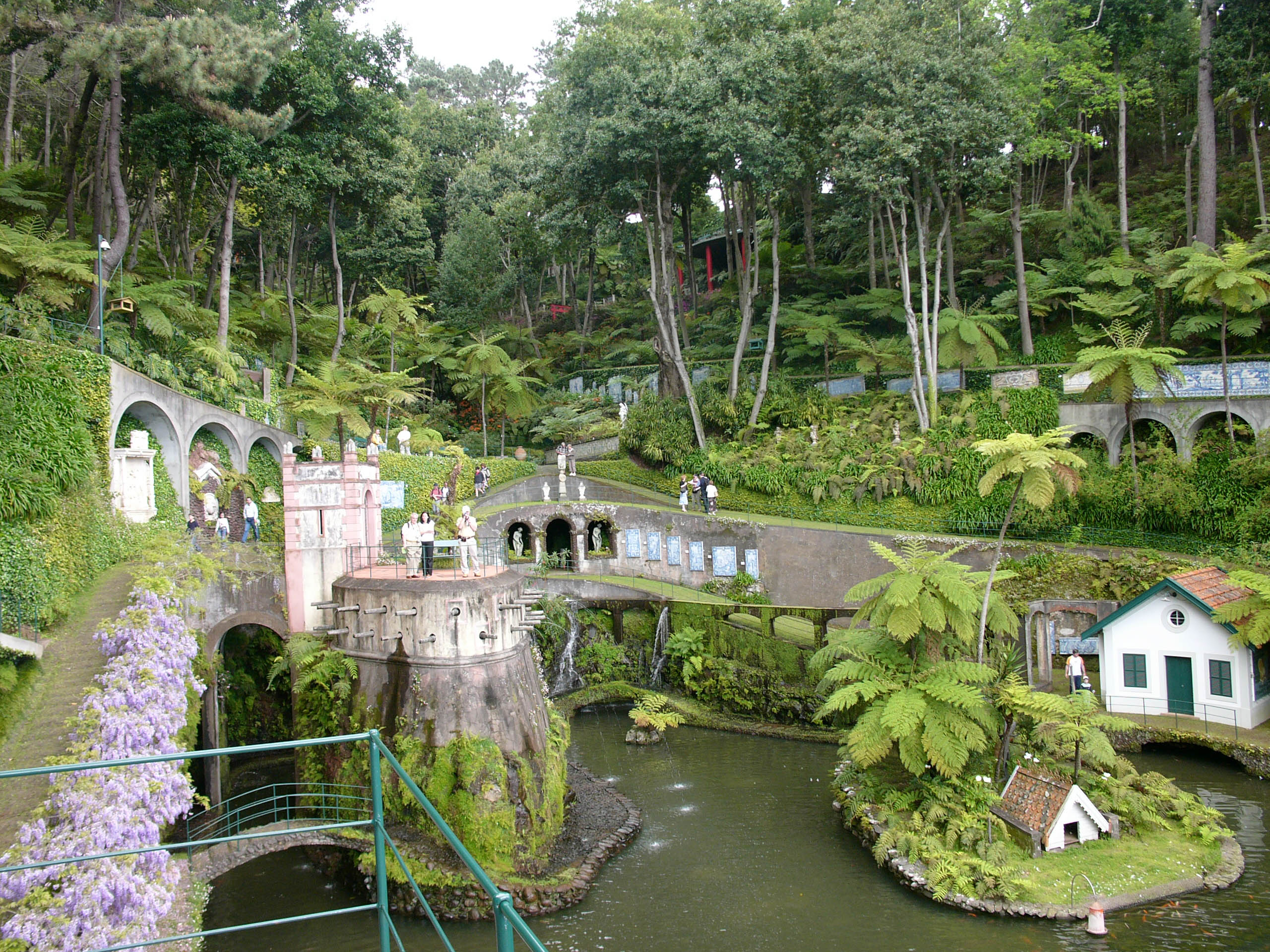
De tropische tuin

- Igreja de Nossa Senhora do Monte, in deze kerk ligt keizer Karel I, de laatste keizer van Oostenrijk-Hongarije, begraven.
- Jardim Tropical, een tropische tuin.
- Quinta do Monte, de residentie waar keizer Karel de laatste weken van zijn leven doorbracht.
- Largo da Fonte, een bron met een paviljoen erboven.

## Bereikbaarheid
Monte is met een gondelbaan verbonden met het centrum van Funchal. Sommige toeristen kiezen ervoor om zich door middel van een toboggan terug naar de stad te laten vervoeren. Zo'n toboggan is een tweepersoons houten en rieten slee. Achterop staan twee Carreiros die de slee sturen en zo nodig afremmen. Aangezien Monte hoog ligt kan men een heel eind, over de weg, naar beneden glijden.
Van 1893 tot 1943 waren Monte en Funchal met elkaar verbonden middels een tandradspoorweg.

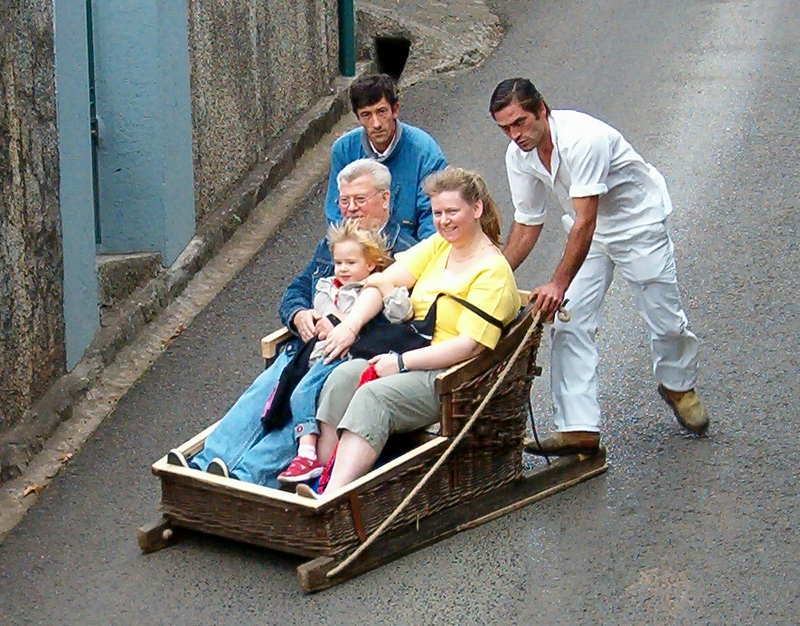
Toeristen in een tobaggan